# Underhållsstöd

## Sverige
Underhållsstöd är ett ekonomiskt stöd som betalas ut av Försäkringskassan (FK) till en förälder som är vårdnadshavare och bor ensam med barnet (är folkbokförd med barnet), om den andra föräldern inte betalar underhållsbidrag eller betalar ett underhåll som är lägre än 1 573 kronor per månad. Stödet är högst 1 573 kronor per månad och barn. I och med höstbudgeten hösten 2015 höjdes det med 300 kronor 
Den som inte bor med barnet får, utifrån inkomsten, betala tillbaka till Försäkringskassan samhällets kostnader för underhållsstödet.
År 2013 var 133 919 föräldrar bidragsskyldiga. Drygt 87 procent var män.

## Finland
Underhållsstöd betalas ut av Folkpensionsanstalten om den underhållsskyldige föräldern inte betalar underhållsbidrag.